# Stadio Olimpico (Amsterdam)
Lo stadio Olimpico (in olandese Olympisch Stadion) è uno stadio di Amsterdam costruito nel 1927 per ospitare i Giochi della IX Olimpiade del 1928.
Fu usato anche a livello calcistico: infatti la squadra dell'Ajax vi ha giocato le gare interne durante le Coppe europee fino al 1996, prima di trasferirsi all'Amsterdam Arena.
Sempre a livello calcistico l'impianto ospitò la finale di Coppa dei Campioni 1961-1962, vinta dal Benfica contro il Real Madrid, e la finale di Coppa delle Coppe 1976-1977.
Nel 1986 ospitò il primo Eurobowl, finale della European Football League, e nel 1995 il III World Bowl della World League of American Football.
Nel 2016 ha ospitato i campionati europei di atletica leggera.

## Calcio

### Coppa dei Campioni UEFA
- Benfica -  Real Madrid 5-3 (Finale, 2 maggio 1962)

### Coppa delle Coppe UEFA
- Amburgo -  Anderlecht 2-0 (Finale, 11 maggio 1977)

## Football americano

### European Football League
- Vantaan TAFT -  Doves Bologna 20-16 (Eurobowl, 16 agosto 1986)

### WLAF
- Frankfurt Galaxy -  Amsterdam Admirals 26-22 (World Bowl, 17 giugno 1995)